# Србија на параолимпијским играма
Србија на параолимпијским играма први пут је учествовала 2008. године на Љетњим параолимпијским играма у Пекингу, након што је Црна Гора прогласила независност. Претходно су се параолимпијци Србије такмичили у саставу репрезентације Србије и Црне Горе 2004. године; а прије тога као дио репрезентације Југославије.
Србија је дебитовала на Зимским параолимпијским играма 2010. године у Ванкуверу.
Српски спортисти освојили су укупно 16 параолимпијских медаља, од чега пет златних, седам сребрних и четири бронзане медаље.

## Табеле медаља

### Медаље на Љетњим играма
| Игре                | Такмичари                                | Злато                                    | Сребро                                   | Бронза                                   | Укупно                                   | Ранг                                     |
| 1960 – 2004         | Као дио Југославије и Србије и Црне Горе | Као дио Југославије и Србије и Црне Горе | Као дио Југославије и Србије и Црне Горе | Као дио Југославије и Србије и Црне Горе | Као дио Југославије и Србије и Црне Горе | Као дио Југославије и Србије и Црне Горе |
| 2008 Пекинг         | 14                                       | 0                                        | 2                                        | 0                                        | 2                                        | 56                                       |
| 2012 Лондон         | 13                                       | 2                                        | 3                                        | 0                                        | 5                                        | 39                                       |
| 2016 Рио де Жанеиро | 16                                       | 3                                        | 2                                        | 4                                        | 9                                        | 31                                       |
| Укупно              | 43                                       | 5                                        | 7                                        | 4                                        | 16                                       | 59                                       |

### Медаље на Зимским играма
| Игре           | Такмичари                       | Злато                           | Сребро                          | Бронза                          | Укупно                          | Ранг                            |
| 1976 – 2006    | Као дио Југославије и Црне Горе | Као дио Југославије и Црне Горе | Као дио Југославије и Црне Горе | Као дио Југославије и Црне Горе | Као дио Југославије и Црне Горе | Као дио Југославије и Црне Горе |
| 2010 Ванкувер  | 1                               | 0                               | 0                               | 0                               | 0                               | —                               |
| 2014 Сочи      | 1                               | 0                               | 0                               | 0                               | 0                               | —                               |
| 2018 Пјонгчанг | 1                               | 0                               | 0                               | 0                               | 0                               | —                               |
| Укупно         | 3                               | 0                               | 0                               | 0                               | 0                               | —                               |

### Медаље по спорту
| Игре        | Злато | Сребро | Бронза | Укупно |
| Атлетика    | 3     | 3      | 1      | 7      |
| Стони тенис | 1     | 4      | 2      | 7      |
| Стрељаштво  | 1     | 0      | 1      | 2      |
| Укупно      | 5     | 7      | 4      | 16     |

## Носиоци медаља
| Медаља | Име                        | Игре                 | Спорт       |
| ------ | -------------------------- | -------------------- | ----------- |
| Сребро | Драженко Митровић          | 2008 Пекинг          | Атлетика    |
| Сребро | Борислава Перић            | 2008 Пекинг          | Стони тенис |
| Злато  | Жељко Димитријевић         | 2012 Лондон          | Атлетика    |
| Злато  | Тања Драгић                | 2012 Лондон          | Атлетика    |
| Сребро | Драженко Митровић          | 2012 Лондон          | Атлетика    |
| Сребро | Златко Кеслер              | 2012 Лондон          | Стони тенис |
| Сребро | Борислава Перић            | 2012 Лондон          | Стони тенис |
| Злато  | Жељко Димитријевић         | 2016. Рио де Жанеиро | Атлетика    |
| Злато  | Ласло Шурањи               | 2016. Рио де Жанеиро | Стрељаштво  |
| Злато  | Борислава Перић            | 2016. Рио де Жанеиро | Стони тенис |
| Сребро | Милош Митић                | 2016. Рио де Жанеиро | Атлетика    |
| Сребро | Нада Матић Борислава Перић | 2016. Рио де Жанеиро | Стони тенис |
| Бронза | Немања Димитријевић        | 2016. Рио де Жанеиро | Атлетика    |
| Бронза | Ласло Шурањи               | 2016. Рио де Жанеиро | Стрељаштво  |
| Бронза | Митар Паликућа             | 2016. Рио де Жанеиро | Стони тенис |
| Бронза | Нада Матић                 | 2016. Рио де Жанеиро | Стони тенис |

## Барјактари
| Година              | Спортиста         | Спорт       |
| ------------------- | ----------------- | ----------- |
| 2008 Пекинг         | Златко Кеслер     | Стони тенис |
| 2012 Лондон         | Драженко Митровић | Атлетика    |
| 2016 Рио де Жанеиро | Борислава Перић   | Стони тенис |

| Година         | Спортиста          | Спорт           |
| -------------- | ------------------ | --------------- |
| 2010 Ванкувер  | Јасмин Бамбур      | Алпско скијање  |
| 2014 Сочи      | Југослав Милошевић | Алпско скијање  |
| 2018 Пјонгчанг | Милош Зарић        | Скијашко трчање |

## Старе земље
| Земља              | Број љета | Злато | Сребро | Бронза | Укупно | Број зима | Злато | Сребро | Бронза | Укупо | Број игара | Злато | Сребро | Бронза | Укупно |
| Југославија        | 4         | 19    | 19     | 32     | 70     | 4         | 0     | 0      | 1      | 1     | 8          | 19    | 19     | 33     | 71     |
| Независни учесници | 1         | 4     | 3      | 1      | 8      | 0         | 0     | 0      | 0      | 0     | 1          | 4     | 3      | 1      | 8      |
| СР Југославија     | 2         | 2     | 3      | 0      | 4      | 0         | 0     | 0      | 0      | 0     | 2          | 2     | 3      | 0      | 4      |
| Србија и Црна Гора | 1         | 0     | 0      | 2      | 2      | 0         | 0     | 0      | 0      | 0     | 1          | 0     | 0      | 2      | 2      |
| Укупно             | 8         | 25    | 25     | 35     | 84     | 4         | 0     | 0      | 1      | 1     | 12         | 25    | 25     | 36     | 85     |